# Anneau de Cohen-Macaulay
En algèbre commutative, un anneau de Cohen-Macaulay est un anneau noethérien qui n'est pas nécessairement régulier, mais dont la profondeur est égale à sa dimension de Krull. Une singularité de Cohen-Macaulay est une singularité dont l'anneau local est un anneau de Cohen-Macaulay. Les anneaux portent le nom d'Irvin Cohen et Francis Macaulay.
Dans la hiérarchie des anneaux, on a les inclusions suivantes :
Anneau universellement caténaire {\displaystyle \supset } anneau de Cohen-Macaulay {\displaystyle \supset } anneau de Gorenstein {\displaystyle \supset } anneau d'intersection complète {\displaystyle \supset } anneau local régulier.

## Définitions

### Suite régulière
Soit {\displaystyle M} un module sur un anneau {\displaystyle R} ;   un élément {\displaystyle a\in R} est dit régulier si  {\displaystyle a\cdot x=0} pour un {\displaystyle x\in M} implique  {\displaystyle x=0} .
Une suite {\displaystyle (a_{1},\dotsc ,a_{n})} d'éléments {\displaystyle R} est appelée suite {\displaystyle M}- régulière si les conditions suivantes sont remplies :
- {\displaystyle M\neq (a_{1},\dotsc ,a_{n})M} ;
- Pour {\displaystyle i<m} l'image de {\displaystyle a_{i+1}} dans {\displaystyle M/(a_{1},\dotsc ,a_{i})M} n'est pas un  diviseur de zéro.

### Profondeur d'un module
Soit {\displaystyle M} un module sur un anneau {\displaystyle R} ; la profondeur {\displaystyle \mathrm {prof} (M)} de {\displaystyle M} est la longueur maximale d'une   suite {\displaystyle M}-régulière d'éléments de {\displaystyle R} .

### Dimension d'un module
La dimension {\displaystyle \dim(M)} d'un module {\displaystyle M} sur un anneau {\displaystyle R} est la dimension de Krull de {\displaystyle R/\mathrm {Ann} (M)}, où {\displaystyle \mathrm {Ann} (M)} est l'annulateur de {\displaystyle M}.
Pour un module {\displaystyle M} de type fini sur un anneau noethérien, on a :
{\displaystyle \dim(M)=\max\{\dim(R/p)|p\in \operatorname {Ass} (M)\}=\max\{\dim(R/p)|p\in \operatorname {Supp} (M)\}}
où {\displaystyle \operatorname {Ass} (M)} désigne l'ensemble des  à  idéaux premiers associés à {\displaystyle M}, et {\displaystyle \operatorname {Supp} (M)} le support du module.
Pour un module de type fini {\displaystyle M} sur un anneau local noethérien {\displaystyle R} on a l'inégalité :
{\displaystyle \operatorname {prof} (M_{m})\leq \min\{\dim(R/p)|p\in \operatorname {Ass} (M)\}\leq \dim(M)}.

### Cohen-Macaulay
Un module de type fini {\displaystyle M} sur un anneau noethérien {\displaystyle R} est appelé un module de Cohen-Macaulay si pour tous les idéaux maximaux {\displaystyle m} de {\displaystyle R} on a :
{\displaystyle \mathrm {prof} (M_{m})=\dim(M_{m})}.
{\displaystyle R} est un anneau de Cohen-Macaulay si {\displaystyle R} en tant que module, est un module de Cohen-Macaulay.

## Exemples d'anneaux de Cohen-Macaulay
- La localisation d'un anneau de Cohen-Macaulay.
- Un anneau noethérien de dimension 0 ou, de manière équivalente, un anneau artinien.
- Un anneau noethérien de dimension 1 réduit.
- Un anneau noethérien de dimension 2 normal.
- Un anneau noethérien régulier, comme les entiers {\displaystyle \mathbb {Z} }, ou  l'anneau des polynômes {\displaystyle K[x_{1},\ldots ,x_{n}]} sur un corps {\displaystyle K}, ou un anneau de séries formelles {\displaystyle K[[x_{1},\ldots ,x_{n}]]}
- Un anneau de Gorenstein.
- L'anneau des invariants {\displaystyle R^{G}}, où {\displaystyle R} est un anneau de Cohen-Macaulay sur un corps de caractéristique 0 et {\displaystyle G} est un groupe fini ou plus généralement un groupe algébrique  linéaire dont la composante identité est un groupe réductif. C'est le  théorème de Hochster-Roberts (en).
- Un anneau de Cohen-Macaulay est un anneau caténaire.
- Un anneau déterminant (« determinantal ring » en anglais). Soit {\displaystyle R} le quotient d'un anneau local régulier {\displaystyle S} par l'idéal {\displaystyle I} engendré par les mineurs de taille {\displaystyle r\times r} des matrices {\displaystyle p\times q} à éléments dans {\displaystyle S}. Si la codimension (ou hauteur) de {\displaystyle I} est égale à la codimension  {\displaystyle (p-r+1)(q-r+1)}, alors {\displaystyle R} est appelé un anneau déterminant. Dans ce cas, {\displaystyle R} est un anneau de Cohen-Macaulay[2] De même, les anneaux de coordonnées des variétés déterminantes sont des anneaux de Cohen-Macaulay.
- Anneaux de polynômes :

1. L'anneau {\displaystyle K[x]/(x^{2})} est de dimension 0 et donc est de  Cohen–Macaulay, mais il n'est pas réduit et donc n'est pas régulier.
2. Le sous-anneau {\displaystyle K[t^{2},t^{3}]}  de l'anneau de polynômes {\displaystyle K[t]}, ou sa localisation ou sa complétion en  {\displaystyle t=0}, est un domaine de dimension 1  qui est Gorenstein et donc Cohen–Macaulay, mais il n'est pas régulier. Cet anneau peut auss être vu  comme l'anneau des coordonnées de la courbe cubique {\displaystyle y^{2}=x^{3}} sur {\displaystyle K}.
3. Le sous-anneau {\displaystyle K[t^{3},t^{4},t^{5}]} de l'anneau des polynômes {\displaystyle K[t]}, ou sa localisation ou complétion en  {\displaystyle t=0}, est un domaine de dimension 1 qui est  Cohen–Macaulay mais n'est pas Gorenstein.

- Les singularités rationnelles sur un corps de caractéristique zéro sont des singularités de Cohen-Macaulay.
- Les variétés toriques sur n'importe quel corps sont des variétés de Cohen-Macaulay[3]. Le programme du modèle minimal fait un usage important des variétés avec des singularités de type klt (pour  Kawamata log terminal) ; en caractéristique zéro, ce sont des singularités rationnelles et donc des singularités de Cohen-Macaulay[4]. Un analogue des singularités rationnelles en caractéristique positive est la notion de 'F-singularité rationnelle ; là encore, de telles singularités sont des singularités de Cohen-Macaulay[5].
- Soit {\displaystyle X} une variété projective de dimension {\displaystyle n\geq 1} sur un corps, et soit {\displaystyle L} un faisceau sur {\displaystyle X}. L'anneau de section de {\displaystyle L}

{\displaystyle R=\bigoplus _{j\geq 0}H^{0}(X,L^{j})}
est Cohen-Macaulay si et seulement si le groupe de cohomologie {\displaystyle H^{i}(X,L^{j})}  est nul pour tout {\displaystyle 1\leq i\leq n-1}  et tous les entiers j. Il s'ensuit, par exemple, que le cône affine {\displaystyle \operatorname {Spec} R} sur une variété abélienne {\displaystyle X} est Cohen-Macaulay lorsque {\displaystyle X} est de dimension 1, mais pas lorsque {\displaystyle X} a une dimension d'au moins 2 (car {\displaystyle H^{1}(X,O)} n'est pas nul).

## Exemples géométriques
- Soit {\displaystyle K} un corps ;  la variété algébrique composée  de l'axe des X et de l'axe des  Y, est décrite par l'anneau de coordonnées {\displaystyle K[x,y]/(x\cdot y)}. Le point d'intersection est décrit  par l'anneau

{\displaystyle R=(K[x,y]/(x\cdot y))_{(x,y)}}
C'est une singularité parce que {\displaystyle R} est unidimensionnel, mais l'idéal maximum de {\displaystyle R} ne peut être engendré que par deux éléments. D'un autre côté, {\displaystyle R} est un anneau de Cohen-Macaulay (et même de Gorenstein), puisque l'idéal maximal ne contient pas que des diviseurs de zéro.
- Une singularité plus compliquée est dans l'anneau

{\displaystyle K[x,y]/(x^{2},x\cdot y)}
L'anneau local associé à la singularité
{\displaystyle (K[x,y]/(x^{2},x\cdot y))_{(x,y)}}
n'est pas un anneau de Cohen-Macaulay. Il est unidimensionnel, mais l’idéal maximal n’est constitué que de diviseurs de zéro, il n’y a donc pas de suite régulière.